# Dilocarcinus pagei
O Dilocarcinus pagei é um crustáceo decapoda dulcícola pertencente à família Trichodactylidae. É uma espécie que apresenta distribuição geográfica ampla na região central da América do Sul. No Brasil esta espécie ocorre no Amapá, Amazonas, Pará, Mato Grosso, Rondônia, Acre, Mato Grosso do Sul, São Paulo e Minas Gerais.